# Fala (cykl obrazów Gustave’a Courbeta)
Fala (fr. La Vague) – cykl obrazów olejnych francuskiego malarza Gustave’a Courbeta.

## Historia
Latem 1869 malarz kolejny raz wyjechał do Étretat, na normandzkie wybrzeże kanału La Manche. Courbet w tymże roku wykonał czternaście widoków plaż i wiele obrazów, które za główny temat miały fale. Obrazy były malowane z natury lub powstawały potem w pracowni malarza, niektóre ze stworzonych nad morzem były potem przerabiane przez Courbeta. Cykl Fal powstał w okresie lato 1869 – wiosna 1870. Według niektórych autorów jest on zapowiedzią cykli malarskich impresjonistów, jednak warto podkreślić, że poszczególne obrazy Courbeta nie stanowią serii, ale stanowią różne opracowania tego samego morskiego tematu – mają różne rozmiary, ujmują widok pod różnymi kątami, różnią się kompozycyjnie, kolorystycznie, a niektóre stanowią prawdopodobnie szkic do wersji ostatecznych.
Przy tworzeniu swoich marin Courbet mógł posiłkować się fotografiami morza. Prawdopodobnie wpływ na niego wywarły też japońskie drzeworyty, które mógł poznać za pośrednictwem Moneta i Whistlera, szczególnie obraz z Scottish National Gallery zdradza podobieństwo z Wielką falą Hokusaia.

## Opis
Każdy z obrazów przedstawia widok morza z groźnie wznoszącymi się falami lub jedną wyraźną falą. W przeciwieństwie do swoich poprzednich marin jak Krajobraz nadmorski czy Morze w Palavas Courbet przedstawił wąski wycinek morza. Najczęściej nie widać lądu lub jedynie wąski jego fragment, wydaje się jakby widz stał tuż przed napierającym żywiołem. Morze nie cofa się w czasie przypływu jak w poprzednich jego pracach, ale wznosi się w górę pełne naturalnej energii. Artysta ukazał wzburzone wody, interesowało go oddanie ruchu fal oraz ich siły. Fale na jego płótnach wyglądają jak zatrzymane w ruchu, „zamrożone”. Osiągnął to za pomocą pędzla i nakładania grubych impastów z wykorzystaniem noża malarskiego. Powierzchnia farby jest wyraźna i namacalna, a piana na jego marinach ma wymiar materialny; stanowi to wyraźny kontrast do obrazów powstających zgodnie z regułami malarstwa akademickiego, mających gładką i błyszczącą powierzchnię. Linia horyzontu wyraźnie oddziela dwa żywioły – wodę oddawaną najczęściej za pomocą różnych odcieni zieleni oraz niebo w zróżnicowanych stopniach zachmurzenia, odmiennych na poszczególnych wersjach.
W przeciwieństwie do wychodzących już z mody przedstawień morskich scen batalistycznych i do współczesnych mu obrazów o tematyce marynistycznej Courbet w swoich Falach nie ukazywał żadnej anegdoty. Nie można na nich dostrzec żadnej ludzkiej sylwetki, a jedynymi śladami działalności człowieka są porzucone na brzegu lub unoszące się w oddali łodzie. Malarz jest zainteresowany potęgą samego morza, przewyższającą wszystko siłą natury, szybkim i zmiennym ruchem fal.

## Wybrane obrazy z serii
| Ilustracja | Wymiary (cm) | Rok       | Miejsce przechowywania                         |
| ---------- | ------------ | --------- | ---------------------------------------------- |
|            | 32,4 × 48,3  | 1870      | Philadelphia Museum of Art, Filadelfia         |
|            | 72,5 x 92,5  | 1870      | National Museum of Western Art, Tokio          |
|            | 80,5 x 90,5  | 1870      | Museum Oskar Reinhart am Römerholz, Winterthur |
|            | 144 x 112    | 1869-1870 | Stara Galeria Narodowa, Berlin                 |
|            | 65,4 x 85,7  | 1869      | Brooklyn Museum Nowy Jork                      |
|            | 67,2 x 107   | 1869      | Kunsthalle, Brema                              |
|            | 63 x 91,5    | 1869-1870 | Städel Museum, Frankfurt nad Menem             |
|            | 71,5 x 116,8 | 1869      | Musée d'art moderne André Malraux, Hawr        |
|            | 54 x 73      | 1869      | Muzeum Sztuk Pięknych w Orleanie, Orlean       |
|            | 46 x 55      | 1869      | Scottish National Gallery, Edynburg            |
|            | 117 x 160,5  | 1869      | Musée d’Orsay, Paryż                           |